# Перетц, Григорий Григорьевич
Григорий Григорьевич Перетц (1823—1883) — секретный агент III отделения; педагог, писатель.

## Биография
Родился 11 (23) ноября 1823 года в семье декабриста Григория Абрамовича Перетца, братья которого: Е. А. Перетц был членом Государственного совета, а Н. А. Перетц — инспектором классов Санкт-Петербургского технологического института.
В 1840 году окончил 2-ю Санкт-Петербургскую гимназию и поступил на 2-е (филологическое) отделение философского факультета Санкт-Петербургского университета. Окончив два курса, он 22 августа 1843 года поступил на службу в Санкт-Петербургскую комиссариатскую комиссию Комиссариатского департамента, но уже в следующем году оттуда уволился.
С 24 августа 1849 года по 28 февраля 1853 года он преподавал русский язык в Главном инженерном училище, с 1855 года — в Технологическом институте, а также (с 1 сентября 1856 по 1860) — в Строительном училище. С 1860 по 1862 год Перетц состоял преподавателем истории русской литературы и русского языка в Мариинском институте, одновременно преподавая уроки также в Школе гвардейских подпрапорщиков и в Технологическом институте.
Оставив педагогическую службу в 1862 году, он занялся литературной деятельностью; работал во многих газетах и журналах, главным образом, по отделам библиографии и критики. Некоторое время он был заведующим внутренним отделом «Правительственного вестника», а затем стал постоянным сотрудником «Голоса».
В июне 1862 года Перетц познакомился в Лондоне с А. И. Герценом. По мнению ряда исследователей он уже в то время служил в III отделении: только его фамилия отсутствовала в донесении лондонского агента III Отделения — списке лиц, посещавших Герцена. Он также отсутствовал в списке лиц, которых правительство предполагало арестовать при возвращении из-за границы. Предположение, что он предупредил жандармское управление о миссии П. А. Ветошникова, везшего в Россию письма Бакунина, Герцена, Кельсиева, сложилось в стойкое убеждение многих лиц, не исключая Герцена, когда Перетц стал (по сведениям А. А. Слепцова — уже в 1866 году) служить в 3-й экспедиции III Отделения. На самом деле уже в 1864 году Перетц называется агентом «охранного отделения» в докладной записке А. К. Гедершерна шефу жандармов князю В. А. Долгорукову: по заданию III отделения Перетц стал членом Петербургского комитета грамотности (затем — секретарём бюро этого комитета).
В 1873 году он официально был принят на службу в Министерство внутренних дел; был чиновником особых поручений, а с 1875 года — старшим советником при главном начальнике. Шеф жандармов граф Шувалов указывал:

Очень способный и образованный: он у меня состоит заграничным агентом по надзору за русской эмиграцией и пишет интересные и очень полезные для нас донесения.

Тогда же в разговоре с А. Ф. Кони Перетц говорил:

Мои главные занятия за границей, а здесь я занят мало… Для меня же здесь, в Петербурге, нет теперь серьезной задачи. Иное дело руководить надзором за этими заграничными негодяями, которые устроились удобно и безопасно и подстрекают несчастную молодёжь идти на революционные затеи и погибать затем в ссылке и на каторге. Вот с кем надо бороться и кого не следовало бы щадить.

Вышел в отставку в 1881 году.
Умер в Санкт-Петербурге 11 (23) декабря 1883 года. Похоронен на Волковском православном кладбище. В метрической книге был указан его чин: действительный статский советник.